# Rivière Machiche
Rivière Machiche är ett vattendrag i Kanada.   Det ligger i provinsen Québec, i den sydöstra delen av landet, 250 km nordost om huvudstaden Ottawa.
I omgivningarna runt Rivière Machiche växer i huvudsak blandskog. Runt Rivière Machiche är det ganska tätbefolkat, med 65 invånare per kvadratkilometer.